# هیچ‌دندان
هیچ‌دندان (نام علمی: ') نام یک سرده از راسته ددکاوان است.